# Forma Pfaffa
Forma Pfaffa (wyrażenie Pfaffa) – rodzaj formy różniczkowej. Forma różniczkowa nosi nazwę formy Pfaffa, jeżeli jest wyrażona wzorem
{\displaystyle \delta P=\sum _{i=1}^{n}f_{i}dx_{i},}
gdzie {\displaystyle f_{i}(x_{1},x_{2},\dots ,x_{n})} są funkcjami {\displaystyle n} zmiennych {\displaystyle x_{i}.}
W ogólnym przypadku forma Pfaffa nie musi być różniczką zupełną. Wynika stąd, że całka z niej zależy od drogi całkowania. W szczególności całka po drodze zamkniętej nie musi równać się {\displaystyle 0{:}}
{\displaystyle \oint \delta P=\oint \sum \limits _{i=1}^{n}{f_{i}}dx_{i}\not \equiv 0.}

## W termodynamice
W termodynamice forma Pfaffa służy do oznaczania zmian wielkości, które nie są funkcjami parametrów stanu (nie mają różniczki zupełnej). Do takich wielkości należy ciepło i praca.